# 北池田村
北池田村（きたいけだむら）は、かつて大阪府にあった村。現在の和泉市中部、槇尾川が形成する池田谷の北部にあたる。村名の由来は和名抄に見られる郷名「池田」より。

## 歴史
- 1889年（明治22年）4月1日：和泉郡室堂村、池田下村、坂本新田、伏屋新田が合併して、和泉郡北池田村が発足。大字池田下に村役場を設置。
- 1896年（明治29年）4月1日：泉北郡が成立。
- 1910年（明治43年）：大字坂本新田を阪本に、伏屋新田を伏屋に改称。
- 1956年（昭和31年）9月1日：和泉町を中心とする1町6村の合併により、和泉市となる。
  - 旧・和泉町大字阪本（現・阪本町）との重複を避けるため、旧・北池田村大字阪本を東阪本町に改称。

## 交通

### 道路
- 大津街道（河泉街道）
- 父鬼街道